# Anartodes
Anartodes is een geslacht van vlinders van de familie uilen (Noctuidae), uit de onderfamilie Hadeninae.

## Soorten
- A. asiatica Staudinger, 1901
- A. richardsoni Curtis, 1834